# Ch-58

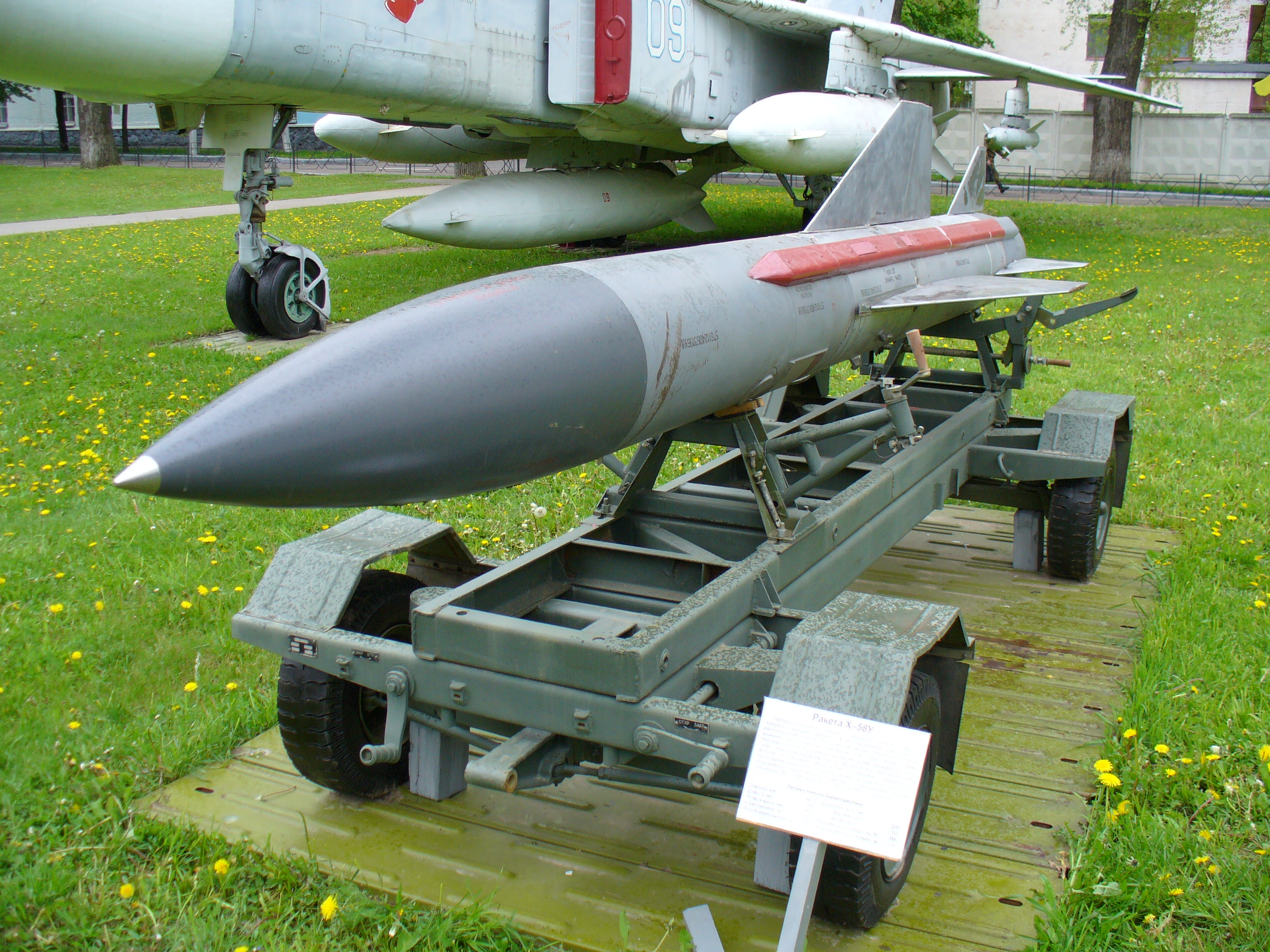
Ch-58

De Ch-58 (Russisch: Х-58) (NAVO-codenaam: AS-11 Kilter) is een Russische antiradarraket ontwikkeld door Radoega als vervanging voor de Ch-28. De raket is ontwikkeld voor het uitschakelen van luchtverdedigingsradars. De Ch-58 kan ook in extreme weersomstandigheden opereren om ook het radarnetwerk dat de Verenigde Staten ten tijde van de Koude Oorlog in het poolgebied hadden aan te kunnen vallen.

## Specificaties
Bron:
- Producent: Radoega
- Functie: Antiradarraket tegen luchtverdedigingsradars
- Bereik: 200 km
- Topsnelheid: Mach 3,6
- Aandrijving: Raketmotor
- Lading: 149 kg
- Massa bij lancering: 650 kg
- Lengte: 4,80 m
- Schachtdiameter: 38 cm
- Spanwijdte vinnen: 1,17 m
- Lanceerplatform:
  - Vliegtuigen
    - MiG-25BM
    - Soe-22 M4
    - Soe-24MK
    - Soe-25TK
    - Soechoj Soe-57